# Pernilla Wahlgren
Pour les articles homonymes, voir Wahlgren.
Pernilla Wahlgren (24 décembre 1967 à Gustavsberg) est une musicienne, chanteuse et actrice suédoise.
Elle est la fille des acteurs Hans Wahlgren et Christina Schollin, la sœur de Niclas Wahlgren et de Linus Wahlgren et la mère de Benjamin Ingrosso, qu'elle a eu avec Emilio Ingrosso.
En 1982, elle joue un petit rôle dans Fanny et Alexandre (Fanny och Alexander) d'Ingmar Bergman ; en 1986, elle obtient un rôle secondaire dans Le Chemin du serpent (Ormens väg på hälleberget) de Bo Widerberg. Elle a aussi été mannequin et a joué dans la comédie musicale Grease.

## Discographie
- 1985 : Pernilla Wahlgren
- 1986 : Attractive
- 1987 : Pure Dynamite
- 1989 : Flashback
- 1992 : Grease (participation)
- 1992 : I Myself And Me
- 1995 : Flashback #04
- 1995 : Pernilla Wahlgren/Collection
- 2001 : Tjabba Tjena Igen - avec Niclas Wahlgren
- 2002 : Pannkakor Med Sylt - avec Niclas Wahlgren

## Filmographie
Sauf indication contraire, les informations mentionnées dans cette section peuvent être confirmées par les bases de données cinématographiques  présentes dans la section « Liens externes ».
- 1982 : Fanny et Alexandre (Fanny och Alexander) d'Ingmar Bergman : Esmeralda
- 1986 :Le Chemin du serpent (Ormens väg på hälleberget) de Bo Widerberg : Johanna
- 2009 : Le Poids de la célébrité (Scener ur ett kändisskap) de Christian Eklöw et Christopher Panov : elle-même